# Partido de los Trabajadores de Corea del Norte
El Partido de los Trabajadores de Corea del Norte o por su denominación oficial llamado Partido de los Trabajadores de Corea (sección norteña) fue un partido comunista en Corea del Norte de 1946 a 1949. Fue un predecesor del actual Partido de los Trabajadores de Corea. Fue fundado en un congreso del 28 al 30 de agosto de 1946, por la fusión de la rama norte del Partido Comunista de Corea y el Nuevo Partido Popular de Corea. Kim Tu-bong, líder del Nuevo Partido Popular, fue elegido presidente del partido. Los vicepresidentes del partido fueron Chu Yong-ha y Kim Il-sung. En el momento de su creación, se cree que el partido tenía alrededor de 366 000 miembros organizados en alrededor de 12 000 células del partido.

## Fusión
La fusión de la Oficina de Corea del Norte del Partido Comunista de Corea y el Nuevo Partido Popular de Corea puede considerarse análoga a fusiones similares que tuvieron lugar en Europa del Este en los años posteriores a la Segunda Guerra Mundial, como la formación del Partido Socialista Unificado de Alemania y Partido de los Trabajadores Húngaros. La fusión de las dos partes no fue sencilla. Entre los dos había diferencias en términos de antecedentes sociales de cuadros y perfiles ideológicos. El Nuevo Partido Popular tenía un seguimiento significativo de intelectuales, mientras que el Partido Comunista se basaba principalmente entre trabajadores y campesinos. Además, los comunistas coreanos habían estado plagados de diferencias internas y en el nuevo partido unificado estaban presentes diferentes facciones comunistas. En el momento de la fundación del nuevo partido surgieron discusiones sobre el papel del marxismo-leninismo como base ideológica del partido. En el congreso inaugural del partido, Kim Il-sung afirmó que "... el Partido de los Trabajadores es una unidad de combate y la vanguardia de las masas trabajadoras. Debemos luchar con todo lo posible para mantener la pureza, la unidad y la disciplina férrea del Partido. si tuviéramos que luchar contra el enemigo sin cumplir estas condiciones dentro de nuestras filas, sería nada menos que una locura ", argumentando a favor de mantener una orientación marxista-leninista.

## Publicación
El partido publicó Rodong Sinmun y Kunroja. La decisión de iniciar estas publicaciones se tomó en el primer congreso del partido. Rodong Sinmun era el periódico de masas del partido, mientras que Kunroja era la revista teórica del partido. Posteriormente, el Partido de los Trabajadores de Corea se hizo cargo de ambos órganos.